# Людвіг Гуттманн
Сер Людвіг Гуттманн (нім. Ludwig Guttmann, 3 липня 1899 — 18 березня 1980) — німецько-британський невролог, який заснував Сток-Мандевільські ігри, спортивну подію для людей з обмеженими можливостями (ЛІН), яка в Англії перетворилася на Паралімпійські ігри. Єврейський лікар, який утік із нацистської Німеччини перед початком Другої світової війни, а потім став засновником організованої фізичної активності для людей з обмеженими можливостями .

## Біографія

### Раннє життя
Людвіг Гуттманн народився 3 липня 1899 року в сім'ї німецьких євреїв у містечку Тост, Верхня Сілезія, у колишній Німецькій імперії (нині Тошек на півдні Польщі), у сім'ї Дороті (уроджена Вайсенберг) і Бернарда Гуттманна, винокура. Коли Гуттманну було три роки, родина переїхала до сілезького міста Кенігсхютте (сьогодні Хожув, Польща).
У 1917 році, працюючи волонтером у лікарні нещасних випадків у Кенігсхютте, він зустрівся зі своїм першим хворим на параліч, шахтарем із переломом хребта, який пізніше помер від сепсису. Того ж року Гуттманн склав свій диплом у гуманістичній гімназії в Кенігсхютте, перш ніж його призвали на військову службу.
У квітні 1918 року Гуттманн почав вивчати медицину в університеті Бреслау . Він перевівся до Фрайбурзького університету в 1919 році і здобув ступінь доктора медицини в 1924 році.

### Втеча до Британії
До 1933 року Гуттманн працював у Бреслау (нині Вроцлав, Польща) нейрохірургом і читав лекції в університеті. Він навчався у піонера нейрохірургії Отфріда Ферстера в його дослідницькому інституті. Незважаючи на те, що він успішно працював першим помічником Ферстера, Гуттманна було виключено з університетської посади та роботи в 1933 році згідно з Нюрнберзькими законами, а його титул було змінено на «Krankenbehandler» (той, хто лікує хворих). З приходом до влади нацистів євреям було заборонено займатися професійною медициною; Гуттманна призначили працювати в Єврейській лікарні Бреслау, де він став медичним директором у 1937 році . Після насильницьких нападів на євреїв і їх власність під час Кришталевої ночі 9 листопада 1938 року Гуттманн наказав своїм співробітникам приймати пацієнтів без питань. Наступного дня він обґрунтовував своє рішення в кожному конкретному випадку в гестапо. Із 64 госпіталізованих 60 хворих було врятовано від арешту та відправлення до концтаборів.
На початку 1939 року Гуттманн і його сім'я покинули Німеччину через нацистські переслідування євреїв. Нагода для втечі з'явилася, коли нацисти дали йому візу і наказали поїхати до Португалії лікувати друга португальського диктатора Антоніу де Олівейра Салазара. Гуттманн мав повернутися до Німеччини через Лондон, коли Рада допомоги біженцям-науковцям (CARA) домовилася про те, щоб він залишився у Сполученому Королівстві. Він прибув до Оксфорда, Англія, 14 березня 1939 року зі своєю дружиною Ельзою Самуель Гуттманн і двома дітьми: сином Деннісом і шестирічною донькою Євою. CARA вела переговори з Міністерством внутрішніх справ Британії від їхнього імені та дала Гуттманну та його родині 250 фунтів стерлінгів, щоб допомогти влаштуватися в Оксфорді.
Гуттманн продовжив дослідження травм хребта у відділенні нейрохірургії Наффілда в лазареті Редкліффа. Протягом перших кількох тижнів після прибуття сім'я проживала в пансіонаті коледжу Балліол (з учителем Сенді Ліндсей), поки вони не переїхали в невеликий приватний будинок на Лонсдейл-роуд . Обом дітям директорка школи Greycotes запропонувала безкоштовні місця.
З початком Другої світової війни Гуттманн і його сім'я залишилися в будинку лорда Ліндсея, радника CARA і магістра Балліол-коледжу.

### Сток Мандевіль і Паралімпійські ігри
У вересні 1943 року британський уряд звернувся до Гуттманна з проханням створити Національний центр травм хребта в лікарні Сток-Мандевіль у Бакінгемширі. Ініціатива виникла від Королівських ВПС, щоб забезпечити лікування та реабілітацію пілотів із травмами хребта, «які часто розбивалися під час заходу на посадку з пошкодженими бомбардувальниками». Коли центр відкрився 1 лютого 1944 року перше спеціалізоване відділення Сполученого Королівства з лікування травм хребта, Гуттманн був призначений його директором (на цій посаді він обіймав до 1966 року). Він вважав, що спорт є важливим методом терапії для реабілітації поранених військовослужбовців, допомагаючи їм розвивати фізичну силу та самоповагу.
Гуттманн став натуралізованим британським громадянином у 1945 році. Він організував перші Стоук Мандевільські ігри для інвалідів війни, які відбулися в госпіталі 29 липня 1948 року, в той же день, що і відкриття Олімпійських ігор у Лондоні . Усі учасники мали травми хребта та змагалися на інвалідних візках. Намагаючись заохотити своїх пацієнтів брати участь у національних заходах, Гуттманн використовував термін «Ігри людей з параплегією», які стали знані як «Паралімпійські ігри».

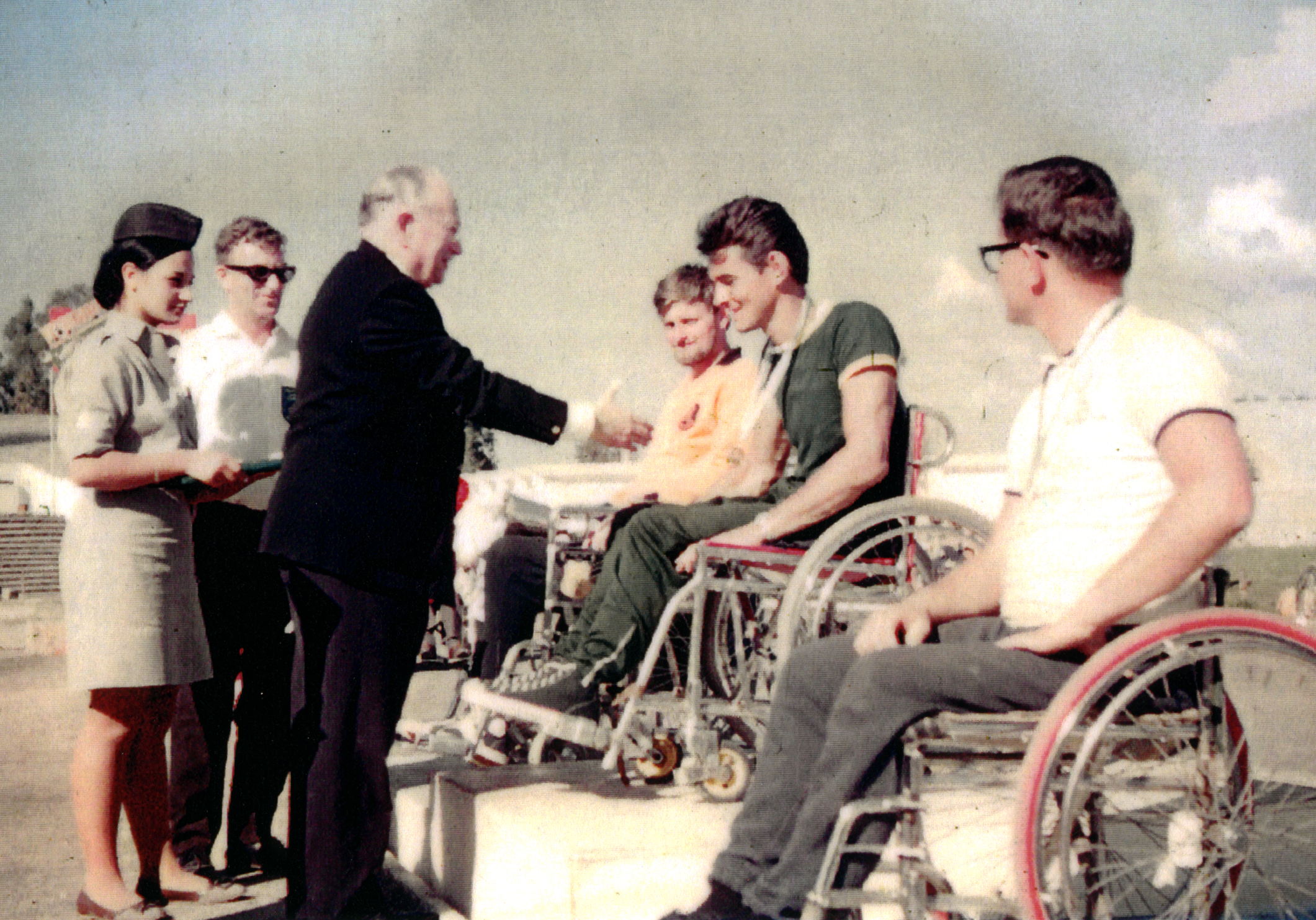
Гуттманн вручає золоту медаль Тоні Сауту на літніх Паралімпійських іграх 1968 року в Тель-Авіві

До 1952 року понад 130 міжнародних спортсменів взяли участь в Іграх у Сток-Мандевілі. У міру того, як щорічна подія продовжувала розвиватися, дух і зусилля всіх учасників почали справляти враження на організаторів Олімпійських ігор і членів міжнародної спільноти. На Олімпійських іграх у Сток-Мандевілі 1956 року Міжнародний олімпійський комітет (МОК) нагородив Гуттманна кубком сера Томаса Фернлі за його заслуги в служінні олімпійському руху через соціальну та людську цінність спорту на візках.
Його бачення міжнародних ігор, еквівалента самих Олімпійських ігор, було реалізовано в 1960 році, коли Міжнародні Сток-Мандевільські ігри проводилися разом з офіційними літніми Олімпійськими іграми 1960 року в Римі. Відомі на той час як 9-ті щорічні міжнародні Сток-Мандевільські ігри, тепер вони визнані першими Паралімпійськими іграми. (Термін «Паралімпійські ігри» був заднім числом застосований МОК у 1984 році.)
У 1961 році Гуттманн заснував Британську спортивну асоціацію для інвалідів, яка пізніше стане відомою як Англійська федерація спорту для інвалідів.

### Подальше життя
Гуттманн був призначений офіцером Ордена Британської імперії (OBE) у 1950 році на честь Дня народження Короля, як «хірург-невролог, відповідальний за центр травм хребта в лікарні Міністерства пенсійного забезпечення, Сток-Мандевілль». 28 червня 1957 року його було зроблено в помічники ордена Святого Іоанна.
У 1960 році він отримав звання Командора Ордена Британської імперії (CBE), а в 1966 році королева Єлизавета II посвятила його в лицарі.
У 1961 році Гуттманн заснував Міжнародне медичне товариство параплегії, нині Міжнародне товариство спинного мозку (ISCoS); він був інавгураційним президентом товариства, і займав цю посаду до 1970 року. Він став першим редактором журналу Paraplegia (тепер називається Spinal Cord). Він пішов з клінічної роботи в 1966 році, але продовжив займатися спортом.

## Спадщина
Стадіон Stoke Mandeville, Національний центр спорту для інвалідів у Сполученому Королівстві, був розроблений ним разом із лікарнею.
Спеціалізована нейрореабілітаційна лікарня в Барселоні, названо на його честь. Засновником цієї, першої в Іспанії реабілітаційної клініки для параплегіків, був Гільєрмо Гонсалес Гілбей, який сам хворів на параплегію і досяг великих успіхів в Англії разом з Людвігом Гуттманном.
У червні 2012 року бронзову статую Гуттманна в натуральну величину було відкрито на стадіоні «Сток Мандевіль» у рамках підготовки до літніх Паралімпійських та Олімпійських ігор у Лондоні 2012 року. Після Ігор його перемістили на постійне місце проживання в Національний центр травм хребта. Дочка Гуттманна, Єва Леффлер, була призначена мером села спортсменів Паралімпійських ігор у Лондоні 2012 року.
У серпні 2012 року BBC транслювала The Best of Men, телевізійний фільм про роботу Гуттманна в Сток-Мандевіль під час і після Другої світової війни. У фільмі, написаному за сценарієм Люсі Геннон, знялися Едді Марсан у ролі доктора Гуттманна та Роб Брайдон у ролі одного з тяжко поранених пацієнтів, яким лікар дав мету в житті.
Центр сера Людвіга Гуттманна — це заклад NHS, який надає амбулаторні послуги лікарів загальної практики, ортопеда, спортивної та фізичної медицини, а також візуалізацію на території Олімпійського селища 2012 року.
Міжнародне медичне товариство параплегії (нині ISCoS) заснувало курс лекторів сера Людвіга Гуттманна, щоб відзначити новаторську роботу Гуттманна та внесок протягом усього його життя в лікування спинного мозку.
Премію Людвіга Гуттманна Німецького медичного товариства параплегії присуджують за «видатну наукову роботу в галузі клінічних досліджень травм спинного мозку».
24 жовтня 2013 року Асоціація єврейських біженців (AJR) відкрила меморіальну дошку в Національному центрі травм хребта, щоб відзначити життя та діяльність Гуттманна. Будучи активним членом AJR, він пропрацював у раді понад 25 років.
У 2019 році Національний центр паралімпійської спадщини, невеликий доступний музей, був відкритий на стадіоні Сток Мандевіль, щоб відзначити місце народження Паралімпіади, розділивши колекції раннього Паралімпійського руху та центральну роль, яку відіграв професор сер Людвіг Гуттманн.
3 липня 2021 року на домашній сторінці Google до 122-річчя Гуттманна було розміщено дудл із зображенням Гуттманна.